# Kim Tae-young (homme politique)
Ne doit pas être confondu avec le footballeur Kim Tae-young
Pour les articles homonymes, voir Kim.
Dans ce nom coréen, le nom de famille, Kim, précède le nom personnel.
Kim Tae-young (en hangul : 김태영) est un général sud-coréen né le 13 janvier 1949 à Séoul et mort le 26 février 2025 dans la même ville. 

## Biographie
Kim Tae-young est le chef du comité des chefs d'état-major interarmées de mars 2008 à septembre 2009, et ministre de la Défense nationale de la République de Corée du 23 septembre 2009 au 3 décembre 2010. Il démissionne « pour endosser la responsabilité d'une série récente d'incidents », selon un communiqué officiel dont le torpillage du ROKS Cheonan et le bombardement de Yeonpyeong.